# Жак Дюпаке
Проф. Жак Дюпаке (на френски: Jacques Dupâquier) е френски историк, специалист по историческа демография. Член на Френската комунистическа партия до 1956 г.

## Биография
Роден е на 30 януари 1922 г. в град Сент Адрес, Северна Франция. През 1943 г. работи в мина за добив на желязо в Лотарингия, където се запознава и започва да симпатизира на комунистическата идеология. Завършва Висшето еталонно училище „Сен Клод“. През 1965 г. става асистент на Марсел Ренар в катедрата за история на Френската революция в Сорбоната. Впоследствие започва работа във Висшето училище за академични изследвания в социалните науки (на френски: École des hautes études en sciences sociales), където преподава до 1991 г. В 1977 г. защитава дисертационен труд със заглавие „Селското население в Парижкия басейн по времето на Луи XIV“ (на френски: La Population rurale du Bassin parisien à l'époque de Louis XIV). В периода 1981 – 1984 г. е президент на Обществото за историческа демография (на френски: Société de démographie historique). На 18 март 1996 г. е избран за член на Академията за морални и политически науки (на френски: Académie des sciences morales et politiques). Умира на 23 юли 2010 г.

## Трудове
- Histoire générale de la Population mondiale, Paris, Montchrestien. 1968, 709 p. (в съавторство с Марсел Ренар и Андре Арменго)
- La Population rurale du Bassin parisien à l'époque de Louis XIV, Éd. de l'E.H.E.S.S. – Université Lille-3, 1979 г.
- Pour la démographie historique, Paris, P.U.F. 1984 г.
- Les Berceaux vides de Marianne: l'avenir de la population française, Seuil, Paris, 1981 г. (в съавторство с Жан-Ноел Бирабен)
- Histoire de la démographie: la statistique de la population des origines à 1914, Perrin, Paris, 1985 г. (в съавторство с М. Дюпаке)
- Histoire de la population française, P.U.F., 1988 г.
- La Société française au XIXe siècle: tradition, transition, transformations, Fayard, 1992 г. (в съавторство с Д. Кеслер)
- L'Invention de la table de mortalité: de Graunt à Wargentin, 1662 – 1766, Fayard, 1996 г.
- Histoire des populations de l'Europe, 3 vol., Fayard, Paris, 1997 – 1999 г. (в съавторство с Жан-Пиер Барде)